# Azul de tripano
El azul de tripano, azul de tripán o azul tripán es un colorante azoico que se utiliza en tinciones histológicas para ensayos de viabilidad que permiten diferenciar células vivas de células muertas. Las células vivas o tejidos con la membrana celular intacta no se colorean debido a que la membrana celular es selectiva respecto a qué compuestos pueden atravesarla. En las células viables, con membrana intacta, no se incorpora el azul de tripano; por el contrario, sí atraviesa la membrana de las células muertas. Por lo tanto, las células muertas se muestran de un distintivo color azul bajo el microscopio (típicamente, empleando una cámara de Neubauer para contarlas). Debido a que las células vivas excluyen al colorante y no se tiñen, este método también se llama método de tinción por exclusión.

## Antecedentes y química
El azul de tripano es una diamina derivada de la toluidina, es decir, una de las diversas bases isómeras de fórmula C14H16N2, derivadas del tolueno. El azul de tripano se llama así porque puede matar a los tripanosomas, los parásitos que causan la enfermedad del sueño. Un análogo del azul de tripano, la suramina, se utiliza farmacológicamente contra la tripanosomiasis. El azul de tripano se conoce también como diamina azul y azul Niágara.
El azul de tripano y el rojo de tripano fueron sintetizados por primera vez en 1904 por el científico alemán Paul Ehrlich.

## Usos del azul de tripano

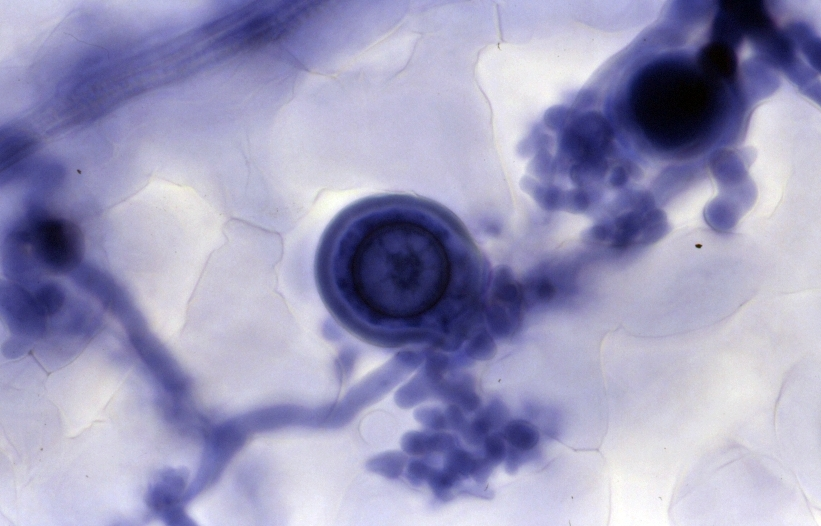
Observación al microscopio óptico de Hyaloperonospora parasitica dentro de una hoja de Arabidopsis thaliana mediante la tinción con azul de tripano.

El azul de tripano se usa comúnmente en microscopía (para el recuento de células) y en ratones de laboratorio para la evaluación de la viabilidad de tejidos. El método no puede distinguir entre células necróticas y células muertas por apoptosis.

## Sinonimia
- Azidina azul 3B
- Benzamina azul 3B
- Benzo azul 3B
- Clorazol azul 3B
- Diamina azul 3B
- Dianil azul H3G
- Azul directo 14
- Azul Niágara 3B